# 岡田氏 (朝鮮人の姓)
岡田氏（朝鮮語: 강전）は、朝鮮の氏族の一つ。2000年の統計庁の人口調査で51人が確認された。
岡田氏は、日本の岡田氏に由来した朝鮮の氏族である。